# Tiranet orellut verdós
El tiranet orellut verdós (Phylloscartes virescens) és un ocell de la família dels tirànids (Tyrannidae).

## Hàbitat i distribució
Habita el bosc de les terres baixes de la Guaiana.